# 14179 Skinner
14179 Skinner è un asteroide della fascia principale. Scoperto nel 1998, presenta un'orbita caratterizzata da un semiasse maggiore pari a 2,2880471 UA e da un'eccentricità di 0,2129487, inclinata di 8,28261° rispetto all'eclittica.